# 강도남작

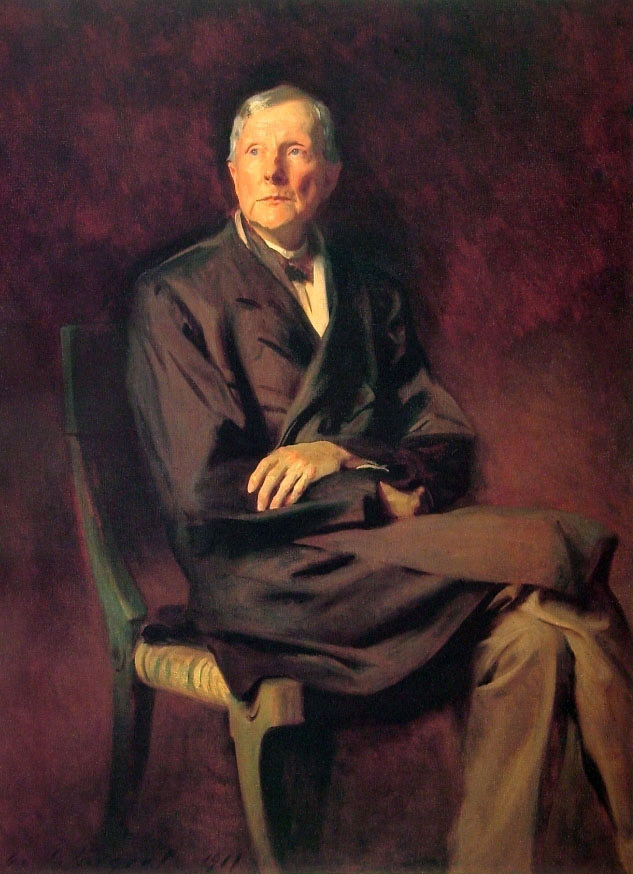
사상 최고의 자본가, 석유왕이라고 불린 존 D. 록펠러, 1917년

강도남작(robber baron)은 19세기 미국에서 되살아 난 과점 또는 불공정한 사업 관행을 추구한 직접적인 결과로 각각의 산업을 지배하여 막대한 재산을 축적한 사업가와 은행가를 가리키는 경멸적인 의미의 용어이다. 이 용어는 현재 거부가 되기 위하여 부정한 상행위를 한 것으로 의심을 사고 있는 사업가와 은행가에 대해 사용되는 경우도 있다.
원래 이 용어는 라인강을 횡단하는 배에 엄청난 세금을 부과한 중세 독일의 강도기사로부터 유래했다고 알려져 있는데, 이 어원과 사용에 관해서는 논란이 있다. 미국의 정치 경제 해설가인 매튜 조셉슨이 세계 공황기였던 1934년에 펴낸 책 『강도남작들』에서 이 용어가 대중화되었다. 그는 1880년 독점을 반대하기 위해 펴낸 소책자에서 캔자스의 농장주가 철도왕에게 적용한 것이 최초의 사용이었다고 생각했다. 비공식적인 용어지만, ‘캡틴 오브 인더스트리’(captains of industry)는 ‘강도남작’이 가지는 부정적인 의미를 피하기 위해 종종 사용된다.

## 영향
역사가들은 강도남작으로 알려진 인물들이 막대한 부를 축적한 것이 사회 각층에 걸쳐 상당한 자산의 부적절한 분배를 기져왔다고 생각하는 사람도 있다. 미국에서 강도남작이 존재하는 가혹한 현실은 19세기의 경제학자이자, 사회학자인 소스 타인 베블런으로 하여금 《유한계급이론》을 쓰게 했다. 이 저서에서 베블런은 국제 은행가를 포함한 현대 실업가들은 다른 사람으로부터 돈을 얻기 위하여, 억지스런 힘, 교활함, 충돌의 기술을 사용했으며, 스스로 물건을 생산하는 것보다 오히려 정복한 약탈품으로 생계를 유지하고 있기 때문에, 야만인과 다르지 않다고 주장하고 있다. 경제학 교수인 로버트 하일브로 등 현대의 학자들도 비슷한 방식으로 강도남작을 설명한다. 그의 논문 《세속적인 철학자들》(The Worldly Philosophers)에서 하일브로는 강도남작은 경제력과 산업 지배권을 획득하기 위해 사기, 폭력, 납치와 남다른 부정을 저질렀다고 주장하고 있다.
다른 역사가들은 강도남작들이 그들의 산업 인프라와 교육에 중요한 투자를 했기 때문에 강대국 미국의 변화에 필수적이었다고 주장하고 있다. 소설가이자, 철학자인 아인랜드는 그런 인물은 ‘가장 훌륭한 수익’과 모든 역사적 경향에 따라 불가능한 생활수준을, 하늘이 도와준 나라에 제공했다는 이유로 지금까지 살아온 인류 최대의 인도주의자이며, 최대의 자선가였다고 말하고 있다. 경제학자 토머스 디로렌조는 제임스 제롬 힐과 존 록펠러, 코넬리어스 밴더빌트 등의 사업가는 대부분 자유 시장에서 합법적인 경제 수단을 통해 그들의 부를 획득했는데 강도남작으로 불공평하게 불렸다고 주장하고 있다. 진정한 강도남작은 국고 보조, 보호 관세와 정부에 의해 실시된 카르텔을 통해 정치적 수단과 그들의 정치적 공범자로 자신들의 배를 채운 사람들이었다.
뉴욕시는 대형 건축물과 박물관의 다수, 특히, 록펠러 센터, 그랜드 센트럴 터미널, 쿠퍼 유니온, 플릭 컬렉션, 카네기홀, 그리고 뉴욕 공공 도서관은 이러한 인물들의 지원으로 소유하고 있다. 앤드류 카네기는 문맹 퇴치를 위해 미국과 전 세계에 걸쳐 2,500여개의 공공 도서관 설립에 자금을 제공했다. 존 모건 등의 인물은 “나는 공공 물건은 아무 것도 소유하지 않는다.” 등의 무자비한 성명으로 가끔씩 유명세를 떨쳤지만, 그럼에도 불구 모건은 예술과 대학에 중대한 공헌을 했다.
강도남작에 의해 축적된 거대한 부에 대한 문화적 충격은 ‘넝마에서 부자로’ 이야기가 미국에서 가능함을 입증해 보였기 때문에 ‘아메리칸 드림’을 정의할 때 영향을 끼쳤다. 그러나 허버트 거트먼이 지적한 것처럼, 너무 많은 미국, 특히 최근 유럽에서 이주해온 노동자 계급에게 ‘강도남작’에는 다른 의미가 포함되어 있었다. 미국의 ‘유럽화’를 두려워했으며, 강도남작은 이민자가 두려워한 모든 것을 상징하게 되었고, 땅과 통화의 수정, 농장과 사업 협동조합, 노동 조합과 사회주의 등과 같은 운동에 참여를 그들에게 일깨워주는 것이었다. 모두는 적어도 노동자 계급의 공화주의를 강화하는 것을 공감하게 되었다. 이런 점에서 부를 훔치는 것보다 오히려 귀족과 농노제 사이의 계급의식으로 현재 막다른 곳, ‘강도남작’이라는 용어는 다른 의미를 지니고 있다. 피츠버그의 제동사는 철도 종업원들에게 유니폼 착용을 의무화하자 1877년의 폭력 사태(1877년 철도 대파업)가 일어났다고 설명했다. 제동사에 따르면, 유니폼은 사회적 지위, 특히 농노제를 나타내는 것이나 다름없다는 것이었다.

## 역사적 관점
역사적으로, ‘강도남작’론은 1940년대까지 인기가 있었다. 매튜 조셉슨의 《강도남작들》(The Robber Barons)는 아마도 이 테마에서 가장 유명하게 반복 인용된 문헌이었다.
이 테마는 기업에 대한 대중의 경멸이 폭발한 대공황 기에 가장 많은 인기를 얻었다. 그러나 정치권에서 공황이 끝날 무렵, 특히 앨런 네뷘즈 같은 다른 사학자는 ‘산업정치인’론을 지지하기 시작했다. 네뷘즈 그의 《존 D. 록펠러: 미국 기업의 영웅 시대》 (John D. Rockefeller : The Heroic Age of American Enterprise) (2권, 1940년)에서 직접 조셉슨을 꼽았다. 록펠러는 비윤리적, 불법적인 사업 관행에 관여했을지도 모르지만, 이것은 현대 산업의 혼돈에 질서를 가져온 그의 큰 공헌을 흐리게 하지 않는다. 네뷘즈에 따르면 금박의 시대의 자본가는 질서와 안정성에 대한 그들의 의지를, 경쟁적인 기업 환경에 부과하려 했다. 그들의 업적은 결국 20세기까지 미국을 최전선의 경제로 만들었기 때문에 칭찬받을 만 했다는 것이다.
강도남작 또는 산업 정치가들이 하는 전체 토론은 알프레드 D. 챈들러의 《보이는 손》(Visible Hand, 1977년)에 의해 회피되었다. 여기서 챈들러는 산업화된 미국의 비즈니스는 역사적 과정이며, 선악이 대립하는 도덕극이 아니라고 주장했다. “숙고되지 않은 이데올로기적 가정과 전제에 기초하여 막연하게 정의된 도덕적 문제에 관한 논의보다는 뭔가 도움이 되는 일반화를 만들어 본 적이 있는가?”라고 이후에 말했다.

## 같이 보기
- 올리가르히